# 世界めぐり愛
『世界めぐり愛』（せかいめぐりあい）は、1982年4月4日から1987年9月27日までTBS系列で放送されたドキュメンタリー方式の紀行番組である。 制作はTBS映画社（現在のTBSスパークル、2018年12月まではTBSビジョン（通称TBSーV））とTBSテレビ。

## 番組概要
ドキュメンタリータッチで世界各国の風景を旅する番組で、初代のナレーターは俳優の滝田栄が務めた。
1987年9月27日をもって5年半の歴史に幕を下ろした。翌週より当枠は毎日放送制作枠が30分繰り上がってネットワークセールスとなり、『仮面ライダーBLACK』として仮面ライダーシリーズの放送が再開した。

## 放送時間
日曜10:00 - 10:30
- ローカルセールス枠であったため、新潟放送は時差ネットだった[1]。北陸放送（石川県）など民放テレビの少ない地域では未放送または不定期放送にとどまった。

## 出演者

### ナレーション
- 滝田栄（初代）-ドキュメンタリーを重視してか、語り口はシリアスな口調であった。
- 宮内鎮雄（2代目、当時TBSアナウンサー）
- 蟹江敬三（3代目）

宮内・蟹江は丁寧語を用いた語り口だった。

### リポーター
- 川口雅代（1985年頃、歌手・女優・ラジオパーソナリティ）

など

## テーマ曲
- 杉山清貴「realtime to paradise」（後期）

## スポンサー
- 放送当初は雪印乳業（現在：雪印メグミルク）一社提供だったが、1986年ごろから雪印、日本航空をはじめとする複数社提供となった。その後、スポンサーだった雪印は1987年10月に提供枠を月曜19:30に移行し『わいわいスポーツ塾』（ - 1992年9月）を放送した。